# Martok
Martok è un personaggio immaginario dell'universo fantascientifico di Star Trek. Interpretato dall'attore J.G. Hertzler appare nella serie televisiva Star Trek: Deep Space Nine. Martok è un generale Klingon, che in seguito diviene Cancelliere Supremo dell'Alto Consiglio dell'Impero Klingon.

## Storia del personaggio

### Antefatti
Si conosce fondamentalmente poco sull'infanzia di Martok, a eccezione di quanto lui stesso occasionalmente racconta. È noto che è nato in un Casato Klingon (il Casato di Martok) non appartenente all'aristocrazia e che è cresciuto nei bassifondi di Ket'ha su pianeta natale klingon Qo'noS. Questa zona è considerata una discarica dai Klingon.
La sua famiglia ha dato soldati di buona reputazione e ha servito lealmente l'impero per 15 generazioni, anche se non come ufficiali. Era stato a lungo il desiderio di suo padre Urthog che il giovane Martok diventasse un ufficiale, così con l'aiuto degli ufficiali di cui aveva guadagnato il rispetto che alla fine fu in grado di ottenere uno sponsor, fece arruolare il figlio all'Accademia klingon. La domanda fu presentata al Comitato di Sorveglianza, ma fu respinta da uno dei membro, Kor, a causa delle opinioni elitarie del leggendario guerriero Klingon in merito all'onore e al prestigio dei "Grandi Casati". Con un tale rifiuto nel suo ruolino di un leggendario ufficiale, Martok non poté più prestare servizio neanche come soldato semplice. Scelse di prestare servizio, comunque, per cinque anni come operaio civile sulla nave ammiraglia del generale ShiVang.
Durante il suo periodo di servizio la nave del generale subì un attacco a sorpresa dei Romulani che cercarono di abbordare la nave, ma Martok respinse con successo l'abbordaggio. La sua azione e il suo coraggio in battaglia attirarono l'attenzione del generale ShiVang, che gli concesse una promozione campo di battaglia a ufficiale. Martok guadagno il grado di tenente dopo la Battaglia di Tcha'voth che lo porto a guadagnarsi un posto come ufficiale tattico sull'incrociatore klingon Gothspar, comandata da Kultan. Martok, all'arrivo nella serie, aveva raggiunto il grado di generale.

### Generale Martok
Intorno al 2371, Martok è stato rapito dagli agenti del Dominio e sostituito con un mutaforma. La data esatta di questo avvenimento non è chiara. Il mutaforma arrivò all'inizio della guerra con i Cardassiani, ma inavvertitamente si rivelò a Odo (il quale era stato indotto a credere che il Cancelliere Gowron fosse il mutaforma) durante una cerimonia di premiazione klingon, e fu subito ucciso dai Klingon presenti alla cerimonia.
Martok passò due anni in un campo di concentramento del Dominio, obbligato a combattere ogni giorno contro soldati Jem'Hadar in combattimenti corpo a corpo a scopo di addestramento. Presumibilmente è stato durante uno di questi combattimenti che il suo occhio sinistro venne cavato. Durante la sua prigionia, Martok ha iniziato a rispettare il carattere indomito e le qualità nel combattimento di Worf. Successivamente Martok fuggi e ritornò nel Quadrante Alfa con Elim Garak, Worf e Julian Bashir, e divenne il comandante delle forze klingon su Deep Space Nine.
Settimane dopo aver assunto questo nuovo incarico, Martok prese il comando di uno sparviero, il Rotarran, e ne fece la sua nave ammiraglia. Inizialmente, l'equipaggio del Rotarran era abbattuto e fatalista, situazione aggravata anche dall'apparente riluttanza di Martok ad attaccare le forze jem'hadar nella loro prima missione. Alla fine, uno scontro tra Martok e Worf aiutò a ritrovare sia lo spirito guerriero dell'equipaggio, che quello di Martok. La missione si concluse con il Rotarran che attaccò e distrusse una nave jem'hadar salvando i trentacinque membri dell'equipaggio di una nave klingon alla deriva. Un grato Martok avrebbe più tardi invitato Worf, che era stato precedentemente privato del nome del suo casato da Gowron, a unirsi al casato di Martok.
Martok è ritratto come un eccellente giudice di caratteri, che si prende cura a fondo di quelli che sono sotto il suo comando. Queste sue caratteristiche, insieme al suo coraggio e alla leadership, lo fecero servire bene nella Guerra del Dominio, durante la quale ha combattuto in diverse battaglie, tra cui la quella per la riconquista di Deep Space Nine, e la Prima e la Seconda Battaglia di Chin'toka. Nonostante le sue umili origini, Martok divenne estremamente popolare tra gli altri guerrieri e la popolazione civile, anche se aveva ripetutamente dichiarato che non aveva alcun interesse per la politica. Infine, è stato nominato Comandante Supremo della Nona Flotta, carica che inizialmente ha risentito della quantità di burocrazia necessaria. Come molti Klingon, Martok aveva disprezzo per i Ferengi, che si manifestò in svariati rifiuti ad accettare anche Nog, che al tempo era un cadetto della Flotta Stellare, sino a quando Nog sfidò direttamente Martok che iniziò a mostrare un riluttante rispetto per il giovane Ferengi.
Poco prima della fine della Guerra, Gowron arriva su Deep Space Nine per onorare Martok e insignirlo dell'Ordine di Kahless, e per poi annunciare che avrebbe preso il controllo delle forze klingon da Martok perché era arrivato il momento per lui di "avere un ruolo maggiormente attivo nella guerra". Comunque, divenne chiaro che Gowron era semplicemente spaventato dal fatto che Martok acquisiva sempre più potere politico, e intendeva abbassare la posizione del generale mandandolo in battaglie che non potesse vincere. Worf provò a convincere Martok a sfidare Gowron, ma rifiutò. Worf quindi uccise lui stesso Gowron, e piuttosto che accettare il titolo di Cancelliere, lo cedette a Martok.
Le prime apparizioni del personaggio in Star Trek: Deep Space Nine sono state in realtà quelle del mutaforma infiltrato che agiva come Martok. Il vero Martok comparirà sullo schermo più avanti.

### Cancelliere Supremo Martok
Quando le forze del Dominio improvvisamente si ritirarono nel territorio cardassiano, gli Alleati si resero conto che si stavano ritirando allo scopo di guadagnare tempo e curare le loro ferite di battaglia, così che potessero tornare più forti in pochi anni.
Martok credeva che l'Impero dovesse attaccare subito, e convinse anche la Federazione e i Romulani ad attaccare. Martok, alla guida della flotta klingon, l'ammiraglio Ross e il capitano Sisko, alla guida della flotta della Federazione, e i Romulani attaccarono e sconfissero il Dominio su Cardassia Primo.
Malgrado il rifiuto dell'ammiraglio Ross e del capitano Sisko di bere il vino di sangue con Martok nella sala del Comando Centrale cardassiano, la Federazione e i Klingon rimasero alleati. Martok fu felice di ricevere il tenente comandante Worf come Ambasciatore della Federazione su Qo'noS. Commentò che ora aveva un Ambasciatore con cui potesse andare a caccia di targ e che, per questa ragione, "forse essere Cancelliere non sarebbe stato tanto male dopo tutto". Poco dopo la fine della guerra, Martok e Worf lasciarono la stazione Deep Space Nine per Qo'noS.

### Vita personale
Martok è il figlio unico di Urthog, cresciuto nella provincia di Ketha su Qo'noS.
È sposato con Lady Sirella, una nobildonna, e hanno un figlio, Drex.
Martok vede il matrimonio come un'altra forma di combattimento, anche camuffata in modo più dolce della maggior parte.
Dopo che Worf si unì al Casato di Martok, suo figlio Alexander fu introdotto nel Casato, come lo fu anche Jadzia Dax, quando sposò Worf (quest'ultimo evento fu inizialmente contrastato da Sirella). Dopo la morte di Jadzia, Martok ha giudicato il nuovo ospite di Dax, Ezri, come degno successore di Jadzia e pertanto parte del suo Casato.

### Altri media
La versione dell'Universo dello specchio di Martok è apparsa soltanto nei racconti. A differenza del “normale” Martok, che è un attento e onorevole comandante, la versione dello specchio è sboccato, trascurato e crudele. Infine viene ucciso dalla controparte dello specchio di Klag, che assume il ruolo di Martok di reggente dell'Alleanza klingon-cardassiana.

## Interpreti

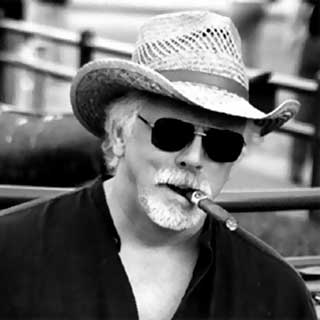
J.G. Hertzler, interprete di Martok

Martok viene interpretato dall'attore statunitense J.G. Hertzler in 25 episodi della serie televisiva Star Trek: Deep Space Nine, tra il 1995 e il 1999. Hertzler presta la voce al personaggio, inoltre, nei videogiochi Star Trek: Armada (2000), Star Trek: Armada II (2001), Star Trek Online (2010) e nell'episodio del 2022 Il gioco meno pericoloso (The Least Dangerous Game) della terza stagione della serie animata Star Trek: Lower Decks.
Oltre ad aver impersonato Martok, Hertzler ha interpretato anche altri personaggi di Star Trek, quali un capitano vulcaniano della Flotta Stellare, Roy Ritterhouse, Laas, Kolos in Deep Space Nine; l'Hirogeno Hunter in Voyager; il capitano Drookmani in Lower Decks; e altri.

## Filmografia
- Star Trek: Deep Space Nine - serie TV, 25 episodi (1995-1999)
- Star Trek: Lower Decks - serie TV, episodio 3x02 (2022)

## Videogiochi
- Star Trek: Armada (2000)
- Star Trek: Armada II (2001)
- Star Trek Online (2010)
- Star Trek Timelines (2020)